# Hugo Viana
Hugo Miguel Ferreira Gomes Viana (Barcelos, 1983. január 15. –) portugál válogatott labdarúgó, jelenleg a Manchester City sportigazgatója.

## Pályafutása

### Klubcsapatokban

#### Kezdetek
Pályafutását a szülővárosában található Gil Vicente utánpótlásában kezdte meg, ahol 1998-ig játszott. Innen a Sporting csapatához igazolt, ahol 2 évvel később megkötötte első profi szerződését, tanulmányait nem fejezte be.

#### Sporting
2001 nyarán már az első kerettel készült, a Celta Vigo elleni 0–0-ra végződő barátságos mérkőzésen debütált augusztusban. Tétmérkőzésen Bölöni László irányítása alatt mutatkozott be 2001. szeptember 27-én a dán FC Midtjylland ellen az UEFA-kupában. Szezonbeli egyetlen bajnoki találatát a Paços de Ferreira ellen szerezte 2002. március 16-án. Az idény végére alapemberré vált a Sportingban, amellyel bajnoki címet és kupagyőzelmet ünnepelhetett.

#### Newcastle
Viana iránt a Celta Vigo és a Liverpool is érdeklődött a sikeres szezont követően, azonban 2002. június 20-án 12 millió dollárért a Newcastle csapatához szerződött, ahová öt szezonra kötelezte el magát. Debütálása sikeresnek bizonyult, gólpasszal zárta a West Ham ellen 4–0-ra megnyert találkozót. Legfontosabb gólját a klub színeiben a Feyenoord ellen szerezte, a 3–2-es győzelemmel a Newcastle továbbjutott a Bajnokok Ligája második csoportkörébe. Beilleszkedése azonban nem volt zökkenőmentes, kevés játéklehetőséget kapott Angliában. Két szezonban összesen 39 bajnoki mérkőzésen jutott szóhoz.

#### Sporting (kölcsönben)
A 2004–2005-ös szezonban visszatért a Sportinghoz. A portugál klubnál alapemberként számítottak rá, mindössze két bajnoki mérkőzést hagyott ki. Az Estoril és a Boavista ellen duplázni tudott, összesen 6 góllal zárta az idényt. Az UEFA-kupában egészen a döntőig jutott csapatával, ahol a 88. percben szállt be a CSZKA Moszkva elleni 1–3-as vereség során.

#### Valencia (kölcsönben)
2005 nyarán visszatért Newcastle-be, ahol azonban nem került be az Intertotó-kupában részt vevő keretbe. Augusztus elején a Celta Vigóval tárgyalt, de a feleknek nem sikerült egyezségre jutni. Végül a Valencia vette őt kölcsön egy szezonra, vételi opcióval.  November végén kapott először lehetőséget kezdőként a Celta Vigo ellen, de az idény folyamán leginkább csak csereként vetette be őt Quique Sánchez Flores. 19 bajnoki mérkőzésből csupán kettőt játszott végig, gólt nem szerzett. Egyetlen gólpasszát a szezonban a Deportivo La Coruña ellen osztotta ki 2006. február 4-én David Villának.

#### Valencia
2006 márciusában a Valencia élt vásárlási jogával és öt szezonra szerződtette. Bár az előző idényhez képest többet volt pályán, mégsem tudta stabilizálni a helyét a csapatban. 25 bajnokin két gólt szerzett, játszhatott a BL-ben is, de elégedetlen volt a neki szánt játékpercekkel.

#### Osasuna (kölcsönben)
2007. július 13-án kölcsönvette az Osasuna 4 millió eurós vételi opcióval. Az üzlet megkötése után egy héttel lábközépcsonttörést szenvedett új klubja edzőtáborában, felépülése 3 hónapig tartott. Sérüléséből október végén tért vissza a Betis ellen, de ezen kívül csak 8 bajnoki mérkőzésen játszott. A pamplonai klub nem élt a vásárlás lehetőségével így a kölcsönszerződés lejártával újra a Valenciánál jelentkezett edzésre.

#### Visszatérés a Valenciába
A 2008–2009-es szezonban Unai Emery vette át a csapatot, aki nem tervezett Vianával. A Valencia szerződésbontást javasolt a játékosnak, aki ezt visszautasította. Döntésének köszönhetően az idényben mindössze a Portugalete elleni kupamérkőzéseken léphetett pályára.

#### Braga (kölcsönben)
2009 nyarán a Braga csapata vette kölcsön a következő szezonra. A 2009–2010-es bajnokság 30 mérkőzéséből 28 alkalommal szerepelt, többnyire kezdőként. Duplázott a Belenenses ellen augusztusban, majd októberben betalált a Vitória és a Benfica csapatának is. 2010. június 30-án lejárt a kölcsönszerződése, így visszatért a Valenciához. 2010 júliusában nem került be csapata edzőtáborba utazó 28 fős keretébe. Augusztusban szerződést bontott a Valenciával és 2013-ig szóló megállapodást írt alá a Bragával.

#### Braga
A 2010–11-es idényben klubjával bejutott az Európa-liga döntőjébe, ahol 1–0-s vereséget szenvedtek el a Porto ellen. Utolsó szezonjában a ligakupa fináléjában sikerült a visszavágás, a Braga 1–0-ra legyőzte a Portót, Viana végigjátszotta a mérkőzést.

#### El-Áhlí
Miután a Bragával lejárt a szerződése, 2013 nyarán az El-Áhlí csapatához írt alá 2015-ig. Első meccsét a szuperkupában játszotta augusztusban, melyet hosszabbítás után büntetőkkel nyert meg csapata. A szezon végén a bajnokságban és a ligakupában is győzelmet ünnepelhetett.

#### El-Vászl
2014. októberében igazolt az El-Vászl csapatához. Új klubja azonban adminisztrációs okok miatt nem tudta őt időben regisztrálni, ezért csak következő év januárjától szerepelhetett. 2016 nyarán lejárt a szerződése és szabadon igazolhatóvá vált, de mivel nem talált magának új csapatot, így októberben a visszavonulás mellett döntött.